# Raadhuskroen (Ringsted)
Raadhuskroen er en restaurant i Ringsted, som siden 2024 har været drevet af den nuværende krovært Joakim Christiansen, men selve bygningens historie går længere tilbage.
Kroen er indrettet i "den harhoffske gård", som var beboet af Ringsteds "enevældige" borgmester Conrad J. C. Harhoff, fra 1821 til hans død i 1871. Tidligere har der på stedet været præstegård, og det var bl.a. her Kapellan Adolph Petersen den 21. juni kl. 9.30 i 1806 sad og kunne skrive i kirkebogen om byens brand, som han kunne se bryde ud i Sct. Bendts Kirke.
Ved denne lejlighed brændte både klostret, klokkerboligen lige øst for kirken, den gamle postgård (som lå hvor rådhuset nu ligger), samt en lang række huse i Sct. Hansgade. Taget og tårnet på Sct. Bendts brændte også.